# Février 1950

## Évènements
- Nouvelle stratégie des communistes en Birmanie. Un Front démocratique populaire s'établit à Prome dans le but de rassembler les opposants.
- La République populaire d'Albanie rejoint le CAEM, qu'elle quittera en 1961.
- Au Royaume-Uni, les travaillistes perdent la majorité absolue aux élections, mais peuvent rester au pouvoir.

- 7 février :
  - France : chute du deuxième gouvernement Bidault et début du troisième gouvernement Bidault.
  - Reconnaissance par les États-Unis et le Royaume-Uni de l'État du Viêt Nam, gouvernement Vietnamien de Bảo Đại. Après la victoire des communistes en Chine, Britanniques et Américains s’inquiètent de l’appui apporté par les Chinois au Viêt-minh et accroissent leur aide en matériel militaire à la France.

- 9 février (États-Unis) : premières accusations du sénateur du Wisconsin Joseph McCarthy, accusant dans un discours le département d'État d'être infiltré par 205 communistes. C’est le début de la « chasse aux sorcières ».

- 11 février, France : création du salaire minimum interprofessionnel garanti (SMIG).
- 13 février, France : un accident ferroviaire entre Lisle-sur-Tarn et Gaillac (Tarn) impliquant deux autorails fait 20 morts et 38 blessés. Un choc frontal à 80 km/h sur la ligne unique est dû au brouillard et au non-respect de la signalisation par un des conducteurs[1].

- 14 février : signature à Moscou du traité d'amitié de trente ans entre la Chine et l'Union soviétique qui prévoit l’octroi par les Soviétiques de prêts à la Chine au taux de 1 %.

- 24 février : première retransmission télévisée en direct par la RTF, Le Jeu de l'amour et du hasard de Marivaux, téléfilmée depuis la Comédie-Française, à l'initiative de Claude Barma et diffusée sur l'unique chaîne de télévision française, à une époque où il y avait seulement 3 794 postes de télévisions dans tout le pays.

## Naissances
- 1er février : Yoshitomo Tokugawa, prince et artiste japonais († 25 septembre 2017).
- 3 février : María Jiménez, chanteuse espagnole († 7 septembre 2023).
- 8 février : Keith Milligan, premier ministre de l'Île-du-Prince-Édouard.
- 9 février : Tom Wappel, homme politique fédéral.
- 12 février : Michael Ironside, acteur.
- 13 février : Peter Gabriel, auteur-compositeur-interprète britannique.
- 14 février : Ken Levine, acteur, scénariste, producteur et réalisateur américain.
- 15 février : Guy Touvron, musicien, soliste international et professeur honoraire de conservatoire français († 9 mars 2024).
- 19 février : Johan Leysen, acteur belge († 30 mars 2023).
- 20 février :
  - Walter Becker, guitariste américain.
  - Ángel Teruel, matador espagnol.
- 21 février : Sahle-Work Zewde, diplomate et femme d'État éthiopienne, présidente de l'Éthiopie depuis 2018.
- 22 février : Miou-Miou (Sylvette Hery), actrice française.
- 24 février : Ewa Andrzejewska, chimiste, enseignante de sciences chimiques et professeure titulaire polonaise († 21 juin 2019).
- 25 février : Tony Lloyd, politicien britannique († 17 janvier 2024).
- 26 février : Helen Clark, femme politique néo-zélandaise Premier ministre Nouvelle-Zélande.

## Décès
- 14 février : Karl Jansky, physicien et ingénieur radio américain (° 22 octobre 1905).